# Jacques Sadoul (homme politique)
Pour les articles homonymes, voir Jacques Sadoul et Sadoul.
Jacques Numa Sadoul, né le 22 mai 1881 dans le 19e arrondissement de Paris et mort le 18 novembre 1956 dans le 7e arrondissement de la même ville, est un militant communiste, avocat et journaliste français.

## Biographie

### Jeunesse et études
Jacques Sadoul naît le 22 mai 1881 à Paris 19e. Issu d'une famille aisée, il est le fils d'un fonctionnaire de la ville de Paris et de la propriétaire d'un magasin de corsets rue de la Paix. Il a deux frères. Il poursuit ses études de droit à Paris et obtient une licence de droit à l'université de Paris.
Il épouse en 1907 Yvonne Mezzara (1889-1993), militante socialiste avant-guerre puis communiste, cousine d'Ernest Renan, qui a publié chez Grasset en 1978 Tel qu'en mon souvenir. De leur union naitront deux enfants, Jacqueline et Ary. Yvonne Sadoul recueillera et élèvera en tant que sa fille, qu'elle déclara comme telle, une troisième enfant, Maroussia, née de la relation amoureuse que Jacques Sadoul entretiendra avec Maria Fedorovna Matasova pendant son séjour en URSS et qui mourra du typhus peu de temps après la naissance de l'enfant[réf. nécessaire]. Leur fils Ary Sadoul, jeune réalisateur de cinéma qui travaille un temps à Moscou avec Sergueï Eisenstein, meurt en 1936. Il avait quelque temps auparavant épousé la fille d'Élie Faure[réf. souhaitée].

### Parcours professionnel
Jacques Sadoul devient le secrétaire d'un grand filateur du Nord, Wilbaux, qui l'emmène en voyage dans le Montana aux États-Unis pour ses affaires. Il est initialement avocat et socialiste.
Il est mobilisé en août 1914 dans le cadre de la Première Guerre mondiale, mais est rapidement déclaré inapte. Il devient commissaire du gouvernement auprès du conseil de guerre de Troyes, où il se distingue par la qualité de ses réquisitoires.
En 1915, il est recruté par son ami Albert Thomas, sous-secrétaire d’État à l'Artillerie, en tant que membre de son cabinet ministériel.

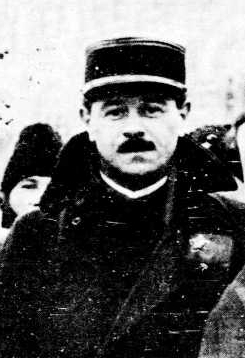
Jacques Sadoul en Russie en 1922.

En 1917, face à la Révolution russe, Albert Thomas envoie le capitaine Sadoul en tant que membre de la mission militaire française pour tenter de maintenir ce pays dans la guerre aux côtés des Alliés alors que les bolcheviks voulaient l'en sortir. Il remplit d'abord sa mission, en tant que sympathisant marxiste ; bien que réservé lors de la révolution d'Octobre, il finit par se rapprocher de Vladimir Ilitch Lénine, Léon Trotski et Alexandra Kollontaï. Il devient le seul lien entre les Soviétiques au pouvoir et le gouvernement français, mais son intimité avec Trotski inquiète ses supérieurs.

### Ralliement à l'URSS et désertion
Lorsque la Russie signe, en mars 1918, le traité de Brest-Litovsk, la Russie se retire de la guerre et c'est un échec pour la mission française. Sadoul se rallie alors au communisme, et y reste pour exercer diverses fonctions auprès du régime bolchevique pendant la guerre civile russe. Il adhère en août 1918 au Groupe communiste français, créé auprès de la Fédération des groupes communistes étrangers, un organe rattaché au Comité central du Parti communiste de l'Union soviétique. Sa décision de rester à Moscou est considérée à Paris comme une trahison, et Georges Clemenceau exige qu'il soit rapatrié.
Collaborateur de Christian Rakovski en Ukraine, il est mobilisé par le gouvernement soviétique lorsqu'en novembre 1918, les troupes d'occupation françaises débarquent à Odessa. Il est alors chargé de convaincre les soldats français de rejoindre le camp communiste. Il est aussi un temps inspecteur militaire de l'Armée rouge.
Les services de contre-espionnage et de renseignement français s'intéressent alors de près à Sadoul. Il est signalé en janvier 1919 à Berlin, au moment où la Ligue spartakiste tente de soulever la population (révolte spartakiste de Berlin). Un procès est organisé, en son absence, à Paris, le 16 novembre 1919 ; il est inculpé d'intelligence avec l'ennemi et de désertion, et condamné à mort par contumace. Il est radié du barreau de Paris.
Cette condamnation n'empêche pas Sadoul de continuer à exercer ses fonctions auprès du gouvernement soviétique, où il est « propagandiste de langue française ». Son prestige croît en France, et le Parti socialiste le présente aux élections législatives en son absence.
Délégué français lors du deuxième congrès de l'Internationale communiste en 1920, il travaille quelques années pour l'exécutif de l'Internationale.

### Retour en France
Jacques Sadoul rentre en France en décembre 1924, où il est arrêté et mis en prison. Une campagne de presse organisée par le Parti communiste français le rend célèbre. Un nouveau procès l'acquitte en 1925, ce qui lui permet de reprendre sa liberté et son activité d'avocat.
Il demeure membre du Parti communiste français sans y exercer de responsabilité majeure ; il est écarté de son noyau dur du fait de sa proximité avec Trotski. Victor Serge, qui avait sympathisé avec lui en Russie, écrit à ce titre : « J'aimais son intelligence vive et moqueuse, sa nonchalance d'épicurien, sa finesse politique. Le PC français ne lui permettait aucune activité, bien qu'il eût pu faire un leader parlementaire de premier plan. Sa pensée et sa nature étaient d'un socialiste modéré, tout à fait voisin du libéralisme éclairé, mais le besoin de bien vivre l'attachait au service de l'État soviétique. »
De 1932 à 1939, il est le correspondant en France du journal soviétique Izvestia, et il écrit aussi dans L'Humanité.
Après la signature du traité franco-soviétique d'assistance mutuelle, en novembre 1936, il est envoyé en France avec Ian Roudzoutak pour offrir le soutien du Parti communiste français à Pierre Laval afin de renverser le gouvernement de Léon Blum. Laval les reçoit à Châteldon mais ne donne pas suite à la proposition.
En 1937, il applique les consignes de l'Internationale communiste en écrivant dans L'Humanité des articles calomnieux contre Victor Serge, alors victime d'une campagne de dénigrement de la part de la presse stalinienne. Cela entraîne une réponse de Léon Trotski dans une lettre à Victor Serge qui met en cause l'attitude de Jacques Sadoul depuis 1917. Trotski affirme que Lénine n'avait pas de considération pour Sadoul et ajoute « lire un seul article de Sadoul permet de donner un diagnostic sûr : le stalinisme est la syphilis du mouvement ouvrier ».
Arrêté en juin 1941 par la Direction générale de la Sûreté nationale sous le régime de Vichy, il est libéré six mois plus tard.
Témoin de la défense au procès d'Eugène Schueller, patron du groupe L'Oréal accusé de collaboration après la Seconde Guerre mondiale, Sadoul contribue ainsi à la relaxe d'un des financiers de la « Cagoule », fondateur du Mouvement social révolutionnaire.

### Parcours politique
Jacques Sadoul se lance, en 1947, dans une courte carrière politique. Du 29 avril 1945 au 19 décembre 1947, il est maire de Sainte-Maxime dans le Var, où il fait souche.

### Mort
Jacques Sadoul meurt à l'âge de 75 ans le 18 novembre 1956 à Paris 7e. Il est inhumé aux côtés de son fils Ary au cimetière communal de Sénart à Draveil.

## Publications
- 1919 : Notes sur la révolution bolchévique. Paris, éditions La Sirène, réédition ; Paris, François Maspero, 1971.
- 1922 : Quarante lettres de Jacques Sadoul
- 1946 : Naissance de l’URSS : de la nuit féodale à l’aube socialiste, Paris, Éditions Charlot.